# Leptochiton amsterdamensis
Leptochiton amsterdamensis är en blötdjursart som beskrevs av Kaas och Van Belle 1990. Leptochiton amsterdamensis ingår i släktet Leptochiton och familjen Leptochitonidae. Inga underarter finns listade i Catalogue of Life.